# Lieja-Bastoña-Lieja 1924
La Lieja-Bastogne-Lieja 1924 fue la 14.ª edición de la clásica ciclista Lieja-Bastoña-Lieja. La carrera se disputó el domingo 10 de agosto de 1924, sobre un recorrido de 245 km. El vencedor final fue el belga René Vermandel, que se impuso al esprint en un grupo que llegaron juntos a meta. Los también belgas Adelin Benoit y Jules Matton fueron segundo y tercero respectivamente.  

## Clasificación final
| Posición | Ciclista          | Equipo    | Tiempo   |
| -------- | ----------------- | --------- | -------- |
| 1        | René Vermandel    | Alcyon    | 8h14'00" |
| 2        | Adelin Benoit     | M. Buysse | s.t.     |
| 3        | Jules Matton      | Thomann   | s.t.     |
| 4        | Albert Bolly      | -         | s.t.     |
| 5        | Denis Verschueren | Wonder    | s.t.     |
| 6        | Maurice Dewaele   | Wonder    | s.t.     |
| 7        | Félix Sellier     | Alcyon    | s.t.     |
| 8        | Léon Devos        | Delage    | s.t.     |
| 9        | Émile Masson      | Alcyon    | s.t.     |
| 10       | Léon Luites       | -         | s.t.     |